# Manuel Schabus
Manuel Schabus (* 1977 in Salzburg) ist ein österreichischer Psychologe und Psychotherapeut, der sich insbesondere in der Schlafforschung betätigt. Seit 2015 ist er Professor an der Universität Salzburg.

## Leben
Nach dem Diplomstudium Psychologie an der Universität Salzburg war Schabus zuerst Wissenschaftlicher Mitarbeiter an der Abteilung Physiologische Psychologie in Salzburg bei Wolfgang Klimesch. Er promovierte 2004 zum Dr. rer. nat. bei Pierre Maque (Cyclotron Research Center, Liège, Belgien) und Wolfgang Klimesch mit dem Thema The significance of sleep spindles for declarative memory consolidation. Von 2010 bis 2014 war Schabus Assistenzprofessor am Fachbereich Psychologie der Universität Salzburg. Er habilitierte 2009 für das Fach Psychologie an der Universität Salzburg. Seit 2015 ist er dort Professor für Kognition und Bewusstsein.
Von 2015 bis 2024 leitete Schabus das internationale Doktoratskolleg Imaging the Mind an der Universität Salzburg. Er ist Leiter der Abteilung Schlaf, Kognition und Bewusstsein und Leiter der EEG Method Unit am Center for Cognitive Neuroscience Salzburg (CCNS).
2021 war Schabus Mitgründer des Start-up-Unternehmens Nukkuaa, einem Spin-Off der Universität Salzburg, das sich zum Ziel gemacht hat, der Insomnie zu begegnen. Die App Nukkuaa verbindet tägliche Schlafmessung mittels Herzratenvariabilität (HRV) mit individuellem Schlaf-Training, welches auf der kognitiven Verhaltenstherapie beruht.